# Колєснік Олексій Миколайович
Олексій Миколайович Колє́снік (нар. 26 лютого 1949, сел. Коломак Коломацький район Харківська область — пом. 29 січня 2015) — український політик, голова Харківської обласної ради протягом 2002–2004 рр. Народний депутат України І скликання.

## Біографія
Народився 26 лютого 1949 року в селищі Коломак Коломацького району) Харківська області в сім'ї колгоспника. Українець.
Протягом 1966–1971 рокіч навчався в Харківському інституті механізації і електрифікації сільського господарства, отримав фах інженера-механіка.
З 1971 року працює головним інженером колгоспу імені Кірова в Валківському районі.
З 1973 року — завідувач відділом комсомольських організацій, згодом — І секретар Валківського райкому ЛКСМУ.
З 1976 року — голова колгоспу імені Леніна в Валківському районі.
З 1983 року — II секретар, а з 1985 року — І секретар Валківського райкому КПУ. Того ж року закінчив Вищу партійну школу при ЦК КПУ.
1990 року був висунутий кандидатом у Народні депутати виборцями Валківського виборчого округу № 385 й обраний 18 березня Народним депутатом України до Верховної Ради І скликання в II турі, отримавши 59.54 % голосів із 6 претендентів. На момент обрання був членом Харківського обкому КПУ, депутатом районної ради. До груп і фракцій у Верховній Раді не входив. Член Комісії з питань відродження та соціального розвитку села. У червні 1992 року склав повноваження у зв'язку з призначенням Представником Президента України у в Валківському районі (Валківська райдержадміністрація).
2001 року як голова Валківської райдержадміністрації був лауреатом рейтингу «Харків'янин року» в номінації «Державні діячі, політики, лідери громадських об'єднань, журналісти, чиї конструктивні та зважені дії сприяли розвитку регіону».
Депутат Харківської обласної ради IV скликання, обраний від виборчого округу № 13 (Валківський район). 6 квітня 2002 року був обраний її головою. 26 листопада 2004 року достроково склав свої повноваження, але згодом став заступник голови ради. 8 грудня 2004 року замість нього головою ради було обрано Є. П. Кушнарьова.
На підставі ухвали судді Київського районного суду м. Харкова Донець О. В. від 9 грудня 2004 року (що призупиняла виконання рішення обласної ради від 8 грудня 2004 року про обрання головою обласної ради Є. П. Кушнарьова) виконував обов'язки голови Харківської обласної ради. 13 січня 2005 року скликав чергову XXIII сесію обласної ради на 27 січня 2005 року, на якій й головував. Під час проведення пленарного засідання залишив приміщення, в якому відбувалось засідання, до того, як були розглянуті всі питання порядку денного зазначеної сесії, та відмовився продовжити роботу пленарного засідання сесії. Того ж дня обласна рада достроково звільнила його з посади заступника голови своїм рішенням за підписом майбутнього голови О. В. Шаповалова.
Потім працював радником голови Валківської райради, Помічником-консультант Народного депутата України. З 30 січня 2007 року був членом ради голів попередніх скликань (ради старійшин) Валківської районної ради.
29 січня 2015 року покінчив життя самогубством (за попередніми даними, повісився).

## Особисті відомості
Член КПРС з 1973 року. Член НДП.
Був заступником представника України в Комітеті з питань сталого розвитку Конгресу Ради Європи. Голова громадського об'єднання «Валківське земляцтво» (на громадських засадах).
Одружений, мав двох дітей.

## Відзнаки та нагороди
- орден «За заслуги» ІІІ ступеня;
- Почесна грамота Верховної Ради України;
- Почесною грамотою Кабінету Міністрів України (2009)[9].